# Roger Ljung
Roger Ljung (Lomma, Skåne, Švedska, 8. siječnja 1966.) je umirovljeni švedski nogometaš i nacionalni reprezentativac. Nakon što se povukao od aktivnog igranja nogometa, Ljung je postao uspješan nogometni menadžer, koji je svijetu nogometa predstavio velika imena kao što su - Fredrik Ljungberg i Teddy Lučić.

## Počeci
Ljung je rođen u gradu Lomma u švedskoj pokrajini Skåne gdje je počeo igrati nogomet u dobi od šest godina. Budući da u njegovom gradu nije postojao nogometni klub koji bi trenirao djecu od šest godina, Roger Ljung nogomet počinje trenirati u klubu Lunds BK.

## Nogometna karijera

### Klupska karijera
Igrač započinje svoju nogometnu karijeru u dobi sa šest godina, igrajući za juniorsku momčad Lunds BK. 1983. sa 17 godina, Ljung je priključen seniorskoj momčadi kluba. U klubu ostaje sve do 1985. kada odlazi u Malmö FF.
U prve dvije godine provedene u Malmö FF, Roger Ljung je u igru ulazio kao zamjena. Nakon što se standardni igrač kluba ozlijedio, Ljung je počeo igrati u prvih jedanaest. Tokom svoje karijere u klubu, Ljung je s Malmöm osvojio pet uzastopnih naslova švedskog prvaka.
U ljeto 1989. Roger Ljung odlazi u Young Boys Bern. Nakon godinu dana u klubu, Ljung odlazi u FC Zürich u kojem je također nastupao svega godinu dana. 1991. švedski igrač odlazi u austrijsku Admiru Wacker gdje je nastupao dvije sezone. 1993. odlazi u turski Galatasaray gdje kao i u Švicarskoj, nastupa svega jednu sezonu. Nakon osvojene bronce na SP-u u SAD-u 1994., Ljung prelazi u redove njemačkog Duisburga te 1995. proglašava prekid nogometne karijere.

### Reprezentativna karijera
Roger Ljung bio je član švedske U21 i A reprezentacije. U razdoblju od 1984. do 1988. bio je član mlade reprezentacije ali nije nastupao za nju. U tom razdoblju, Ljung je bio član švedske olimpijske reprezentacije koja je nastupala na Olimpijskim igrama 1988. u Seoulu gdje je došla do četvrtfinala.
Nakon toga, Ljung postaje članom švedske seniorske reprezentacije. Za švedsku A reprezentaciju, Ljung je nastupao do 1995. godine. U tom razdoblju igrač je skupio 59 nastupa i postigao 4 gola. Također, s reprezentacijom je nastupio na tri velika natjecanja - Svjetskim prvenstvima u Italiji 1990. i SAD-u 1994. te Euru 1992. gdje je Švedska bila domaćin.
Na Europskom prvenstvu 1992. Švedska je stigla do polufinala. Najveći doseg postignut je na Mundijalu u Sjedinjenim Državama gdje je Švedska osvojila broncu u utakmici protiv Bugarske. Za Ljunga će taj turnir biti posebno zapamćen, jer je on postigao prvi pogodak za Švedsku na tom natjecanju.

## Nogometni menadžment
Nakon igračkog umirovljenja 1995., Roger Ljung postaje nogometni menadžer. U rodnom gradu Lomma, Ljung je osnovao sportsku agenciju "Roger Ljung Promotion AB". U to vrijeme, Ljung je bio jedan od svega tri licencirana nogometna agenta u Švedskoj. Danas ih je 15.
Aftonbladet smatra da je Roger Ljung jedan od najboljih švedskih agenata koji uspješno prodaje švedske talentirane igrače na međunarodnom nogometnom tržištu. Većina njegovih klijenata su švedski igrači.
Neki od najpoznatijih Ljungovih klijenata su Brazilac Aílton te bivši švedski reprezentativci Fredrik Ljungberg i Teddy Lučić. Najpoznatiji Ljungovi transferi su: transfer Daniela Anderssona u Fiorentinu i Fredrika Ljungberga u Arsenal. Vrijednost transfera Ljungberga u londonski klub u rujnu 1998. bila je 3 mil. GBP.
Suradnja s Ljungbergom prestaje u prosincu 2006. kada igrač prelazi u agenciju Creative Artists.

### Poznati klijenti
| Klijent            | Nacija   |
| ------------------ | -------- |
| Aílton             | Brazil   |
| Marcus Allbäck     | Švedska  |
| Daniel Andersson   | Švedska  |
| Patrik Andersson   | Švedska  |
| Erik Edman         | Švedska  |
| Per Gawelin        | Švedska  |
| Torjus Hansén      | Norveška |
| Andreas Isaksson   | Švedska  |
| Christian Karlsson | Švedska  |
| Kim Källström      | Švedska  |
| Marcus Lantz       | Švedska  |
| Tobias Linderoth   | Švedska  |
| Mattias Lindstrom  | Švedska  |
| Fredrik Ljungberg  | Švedska  |
| Teddy Lučić        | Švedska  |
| Magnus Powell      | Švedska  |
| Rade Prica         | Švedska  |
| Erik Wahlstedt     | Švedska  |
| Peter Wibran       | Švedska  |